# 中國園林
中國園林，是中國建築的特色之一。廣義上，園林意指在人工建築出來的環境中模擬自然景物，範圍相當廣，小至盆栽的植種，大至池水與假山的布景。中國園林的重點則在於造景的巧妙，如何模擬自然而不落痕跡；如何將有心安排的布局與藝術性的意境搭配一起；如何將理水方式、石、亭、盆栽、林、窗、門一一運用，並搭配季節變化和當地建材、民俗風情、和主人的個性特色等，都是相當重要的關鍵。
中國園林藝術集建築、書畫、雕刻、文學、園藝等藝術於一身，是中國美學的楷模，反映出中國人深邃的哲理思辨及對生活的追求。东方園林與西亞、歐洲園林並稱為世界三大造園系統，其中屬於皇家園林的承德避暑山莊和頤和園，以及屬於私家園林的多個蘇州古典園林，更被列入《世界遺產名錄》，可見其地位之重要。中國園林亦影響了其他建築，建築師會取用中國園林的元素，如月門等。
中国园林主要分为皇家园林、私家园林、寺庙园林。此外，还有衙署园林、祠堂园林、书院园林、公共园林等。

## 發展歷史
中國園林發展源遠流長，其中，中国古典园林史通常被划分为5个时期，即生成期（220年之前）、转折期（220年－589年）、全盛期（589年－960年）、成熟期（960年－1736年）和成熟后期（1736年－1911年）。

### 生成期

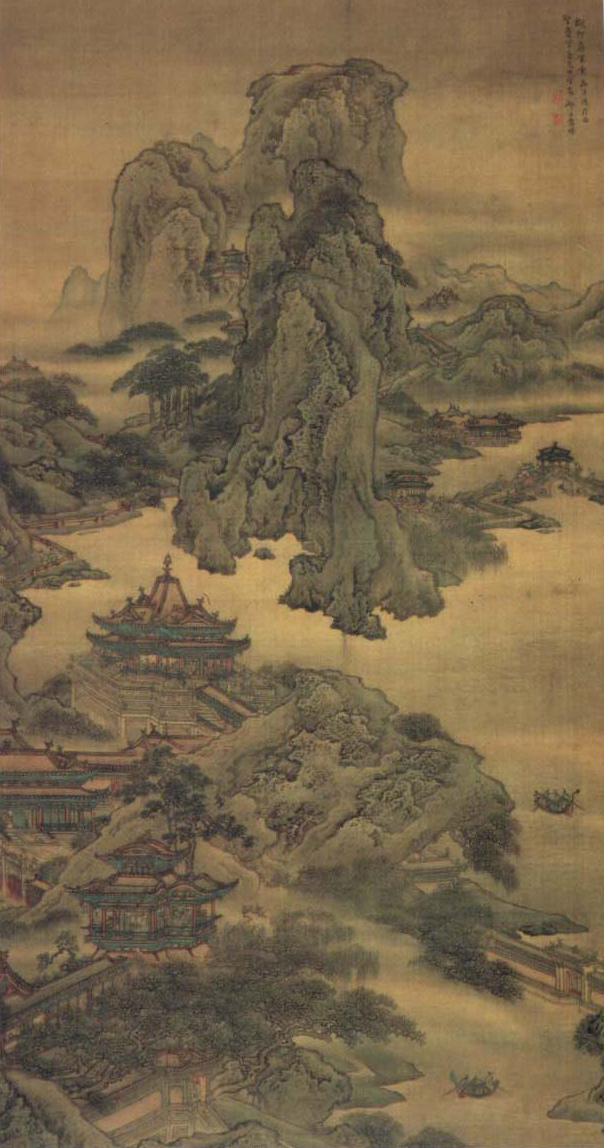
《阿房宫图》

中国古典园林最初的形式是“囿”和“台”，可追溯至公元前21世紀以供帝王狩獵為樂的“囿”，及至商代，君主都在囿內築高台以觀天敬神，名為“灵台”。。殷末周初时期（公元前11世纪），王、贵族、奴隶主十分喜欢在田野内进行大规模的狩猎，虽然狩猎在某程度上可以减少农田上的害兽，但难免会波及附近的在耕农田，因而激起民愤。殷末周初时期的帝王为了避免这种情况发生，于是就在王畿内划定一定大小的公私“田猎区”。在西周，田猎区管理较严，据《周礼·地官》记载，当时设有“迹人”掌管田猎区，并禁止猎杀幼兽、获取鸟卵和用毒箭射猎。被活捉的野兽禽鸟需被集中驯养，而专门用来集中驯养这些动物的地方就叫做“囿”。囿在甲骨文作，当中的则形象地描述了当时的田间的栽植树木果蔬的情形。囿的功能并非只是向宫廷宴会提供野味，同时还具备游览的功能，相当于现代的动物园。
古人崇奉山岳，但路遥山险，难以登临，于是统治阶级想出一个变通的办法，通过修建高台，摹拟山岳。台是山的象征，有的台通过削平山头而成，所以通常台都十分高大，需要长时间和大量人力完成，如殷纣王的鹿台“七年而成，其大三里，高千尺，临望云雨”。周代的天子、诸侯也曾筑台。台上不设房屋，而在台上建的屋则被称为榭，在台上及其周围环境进行绿化种植则形成“苑台”。台可登高远眺、观赏风景，到后来逐渐成为一种主要的宫苑建筑物。相对于游览观赏功能，“囿”和“台”则更注重于其原始功能，这些直到秦汉仍保留着。东周时期，贵族园林的建造常使用台苑结合、以台为中心的手法，台、宫、苑、囿等称谓也互相混用，如纣王的沙丘苑台的“苑”相当于“囿”。历史上出现过有很多著名的台，有周文王的灵台、灵沼、灵囿；楚灵王时期的章华台；吴王阖闾时期的姑苏台。
继囿、台之后，中国古代园林的第三个源头——园圃出现。园是指种植树木（多为果树）的地方，圃则是种植蔬菜的地方，西周时并称“园圃”；园圃内设有“场人”专门管理；到了春秋战国时期，据《诗经》记载，平民除了种植食用、药用的蔬菜外，还培养了以观赏为主的花卉。赵国的“赵圃”中的圃则直指园林。
秦汉时期，皇家园林的普遍称谓是“宫苑”，宫是以宫殿建筑为主体，山池、花木穿插其间；苑则是在郊野山林地带占地广、规模大的离宫别苑。秦始皇统一天下后建立中央集权国家，并开始建造大规模的宫苑；园林的发展也跟随政治体制由贵族分封到皇帝独裁的改变而改变，中国古代史上真正意义的皇家园林逐渐形成。这个时期著名的园林有：在渭北的咸阳城、咸阳宫、六国宫等；在关中地区的有上林苑（以阿房宫为核心）、宜春苑、梁山宫、骊山宫、林光宫、兰池宫等。到了西汉时期，原秦朝兴乐宫的旧址被用来兴建长乐宫，接着在周围分别建成了未央宫、桂宫、北宫、明光宫。这五个宫殿共占据了当时长安城总面积的三分之二，约24平方公里。而上林苑在西汉初期时曾一片荒芜，到前138年（汉武帝时期）得以扩建。扩建后苑的周长至少有120公里，是中国历史上最大的一座皇家园林。苑内有山水、植物、动物；建筑有苑（苑中苑）、宫、观、生产基地等。到西汉末期，这个庞大的园林已名存实亡。此外，西汉时期比较著名的宫苑还有建章宫、甘泉宫、兔园（梁园）和南越王御苑。东汉初期朝廷崇尚简约，宫苑的兴建不多，而是开凿漕渠，从而形成了一个比较完整的水系，为城内外园林提供优越的供水条件，促进了园林理水技艺的发展。到桓、灵帝时开始形成皇家造园热潮，但东汉的皇家园林从数量和规模上都不及西汉。东汉末年董卓专政，洛阳很多宫苑都被焚毁。
汉代的“第”“宅”“园”和“园池”均包含私家园林的成分；西汉初期，私家园林不多见，西汉后期开始私家园林便奢华成风，如曲阳侯王根的王根园的豪华程度可比拟皇帝的皇家园林；东汉桓、灵帝时私家园林的建造数量更多、范围更广；到东汉中期以后曾出现一大批文人隐士，在各自的庄园上建造简单朴素的园林。然而生成期的私家园林量少且多为摹仿皇家园林的规模和内容，跟皇家园林的概念相似，所以大主流依然是皇家园林。

### 转折期

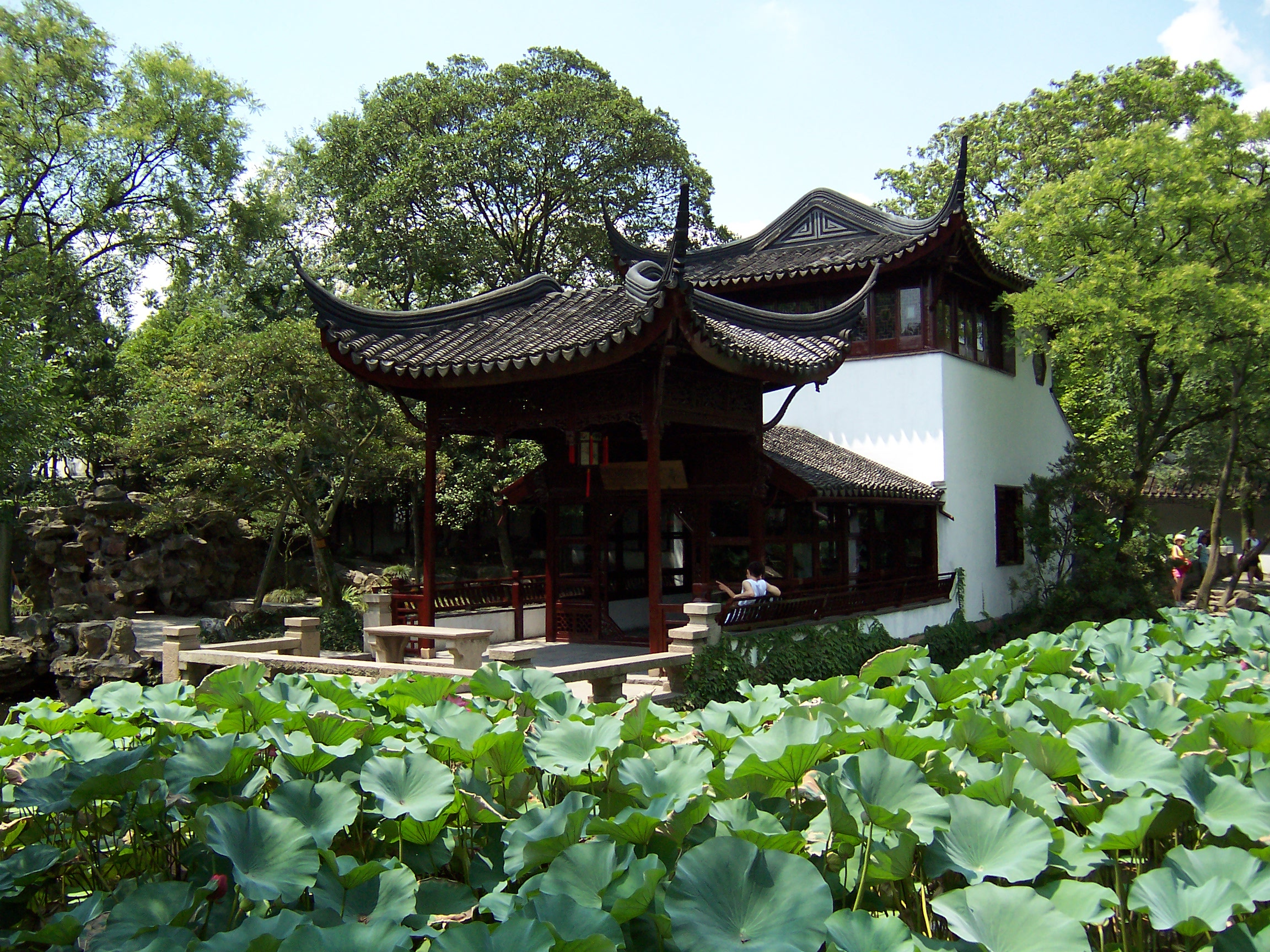
園林常見的荷花池搭配池中船廳

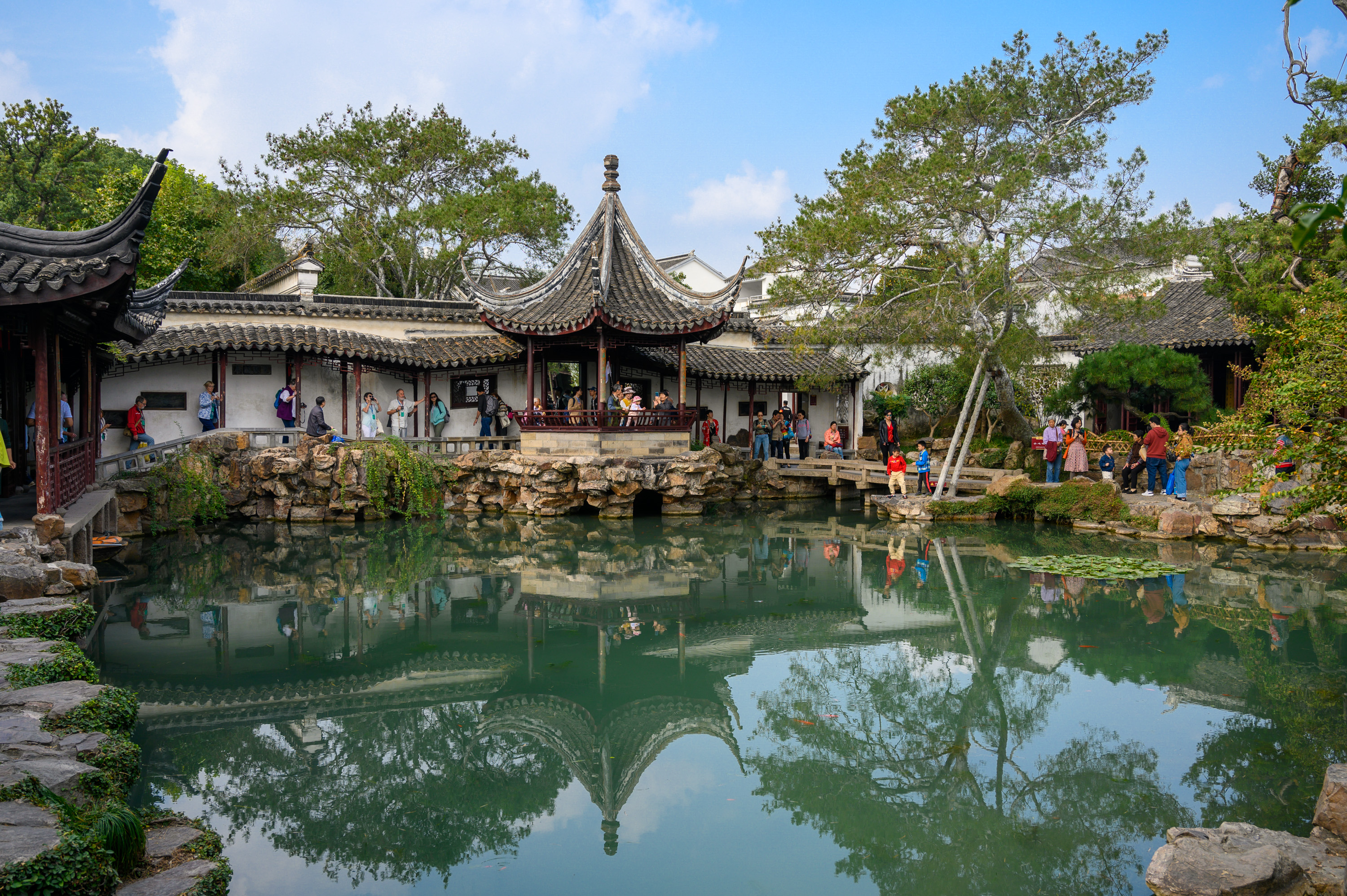
長廊、水榭、石橋的搭配

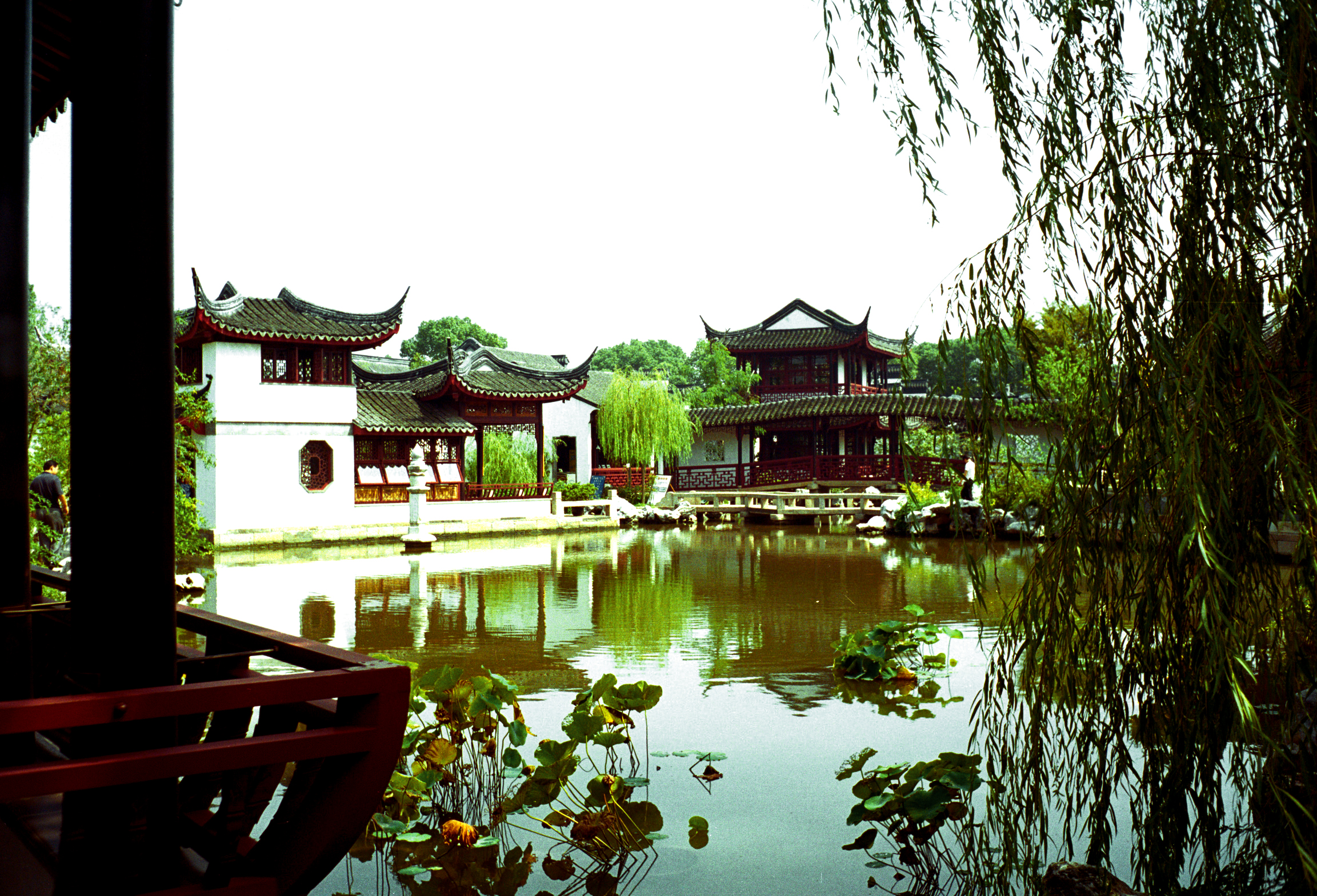
美人靠與兩層小樓配上楊柳樹

转折时期的造园活动开始转向民间，而且从生成期的单纯以功能为主的建造风格开始转向功能和艺术创作并重。
东汉末期，曹操在邺城建都。曹操通过开凿运河解决了城内农地用水和宫苑生活用水的问题，园内还开凿了一些水池，除用作水景观赏还有养鱼。城内有铜雀园（亦作铜爵园），紧邻宫城，园内有三台，当中以铜雀台最高，有十丈，台上建有一百多间殿宇；而冰井台则用作储备粮食、冰块、煤炭等物资，另外园中还有一些宫殿专门存放武器。

### 全盛期
隋唐時代
由于中古時代封建帝王社會的成熟，治世的規範，政治文化經濟等等比起前代有很高的發展。皇家園林非常明顯的體現出了後世所謂之的“大內氣派”，形成了大內御苑，行宮，離宮。這時文人山水畫也開始大規模的興盛起來，還滲透到了園林建築方面，後人謂之曰“人與自然和諧相處”“智者樂水，仁者樂山”在古典園林之間得到了更好的體現，融入了詩情畫意的感覺，這個輝煌的時代自然也影響了東亞各地：日本、朝鮮半島的園林建築藝術。
另一方面，寺院，經閣等宗教建築的普及化也是顯而易見的，山西的南禪寺、佛光寺則為一例。

### 成熟期
兩宋

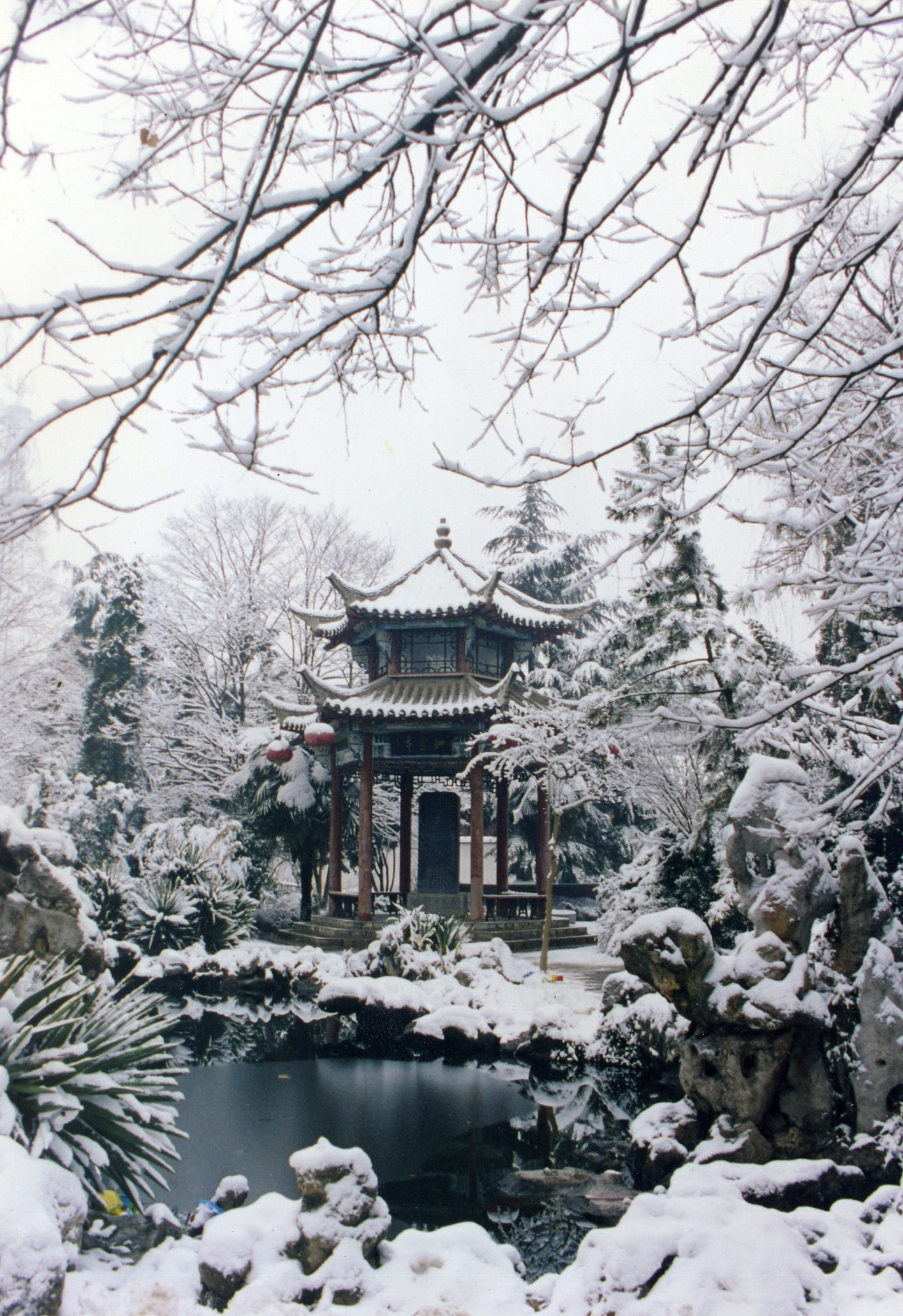
園林雪景

經過隋唐五代的發展，緊接而來的兩宋將園林發展到了又一個高峰，一個承前啟後的階段，尤為頻繁的就是私家造園活動，俗話說唐宋八大家，文人園林在又一個被特別培養的宋代再次興盛。而模擬的山石險峻則更為突出，題跋匾額的再次大規模展開，山水畫也趨近巔峰。而皇家園林也是蓬勃發展，以艮岳這座人工假山為顯著例子。

### 成熟后期
明清

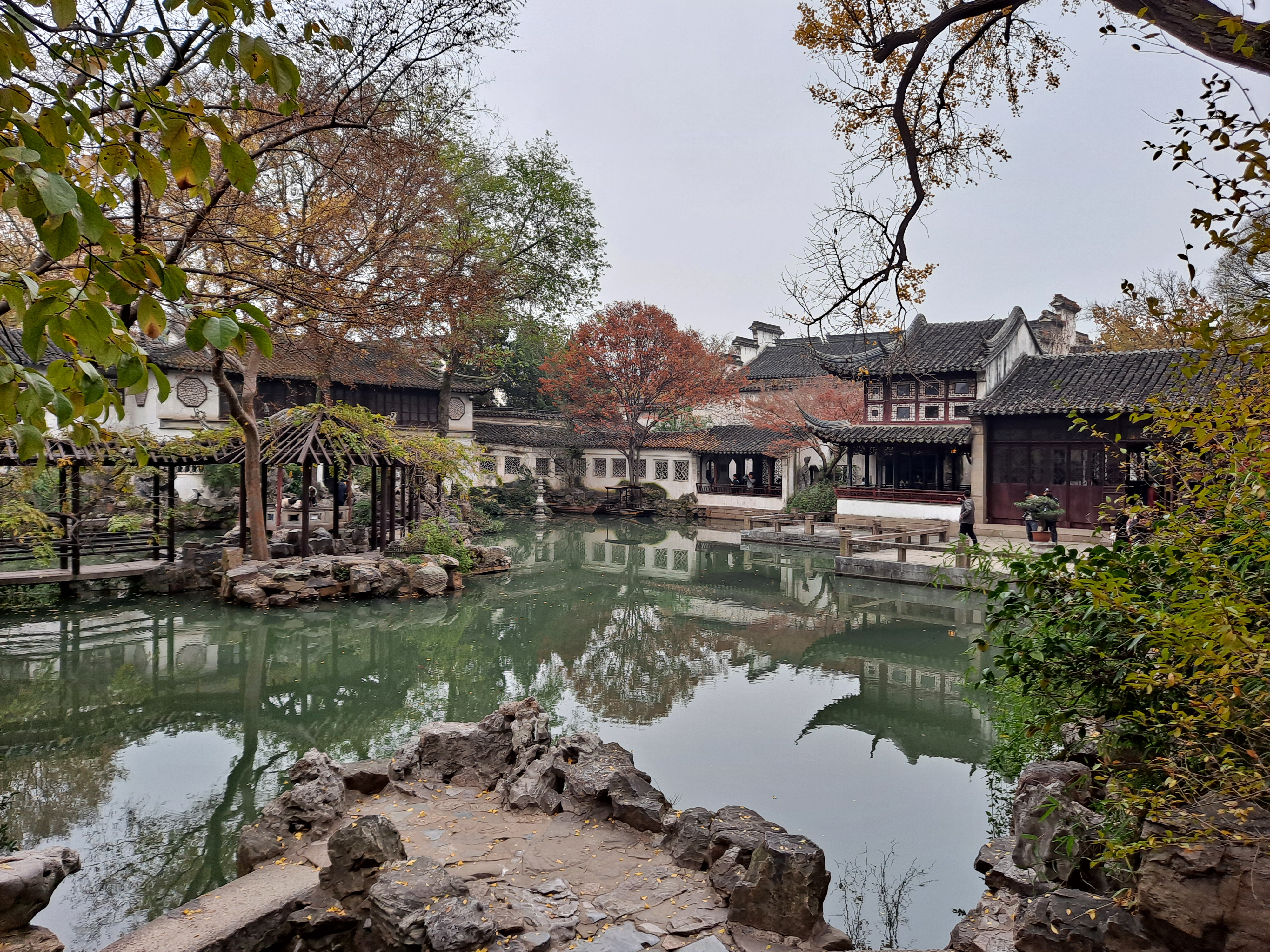
苏州留园的花园

在古典園林最後的輝煌明清時代，承前啟後變的有些定式了，有些中古隋唐前人經驗少許頹廢，或者說不太趨於研究。
不過還是有兩個造園的高峰，以地緣為例
- 中晚明南北兩直和早有經濟文化基礎江南的一帶園林的興盛。

- 清代中葉帝王，士紳商賈在揚州，蘇州江南各地的又一次園林高峰。

皇家的規模依舊趨於宏大，皇家的程式化氣派又見濃郁。再有，這時的公共園林，提供百姓遊人接近山水，給予小暴發戶般的士紳商賈的附庸風雅的地方也越來越多。明清兩代也順勢造就了一批以園林專業為生的園林大師。

## 分類
中國園林有不同的分類，而不同種類的園林又有各自不同的風格。以下為兩種常見的分類：

### 按擁有者分類
1. 皇家園林 - 供帝王休息享樂。
2. 官家园林 - 即衙署园林，设置于政府机构所在的建筑内。
3. 私家园林 - 由宗室外戚、高官、富商擁有。
4. 寺观园林 - 通常見於佛教寺院，也風行於日本。
5. 陵寝园林 - 帝王和貴族陵墓附屬，沒有水景。

### 按地方特色分類

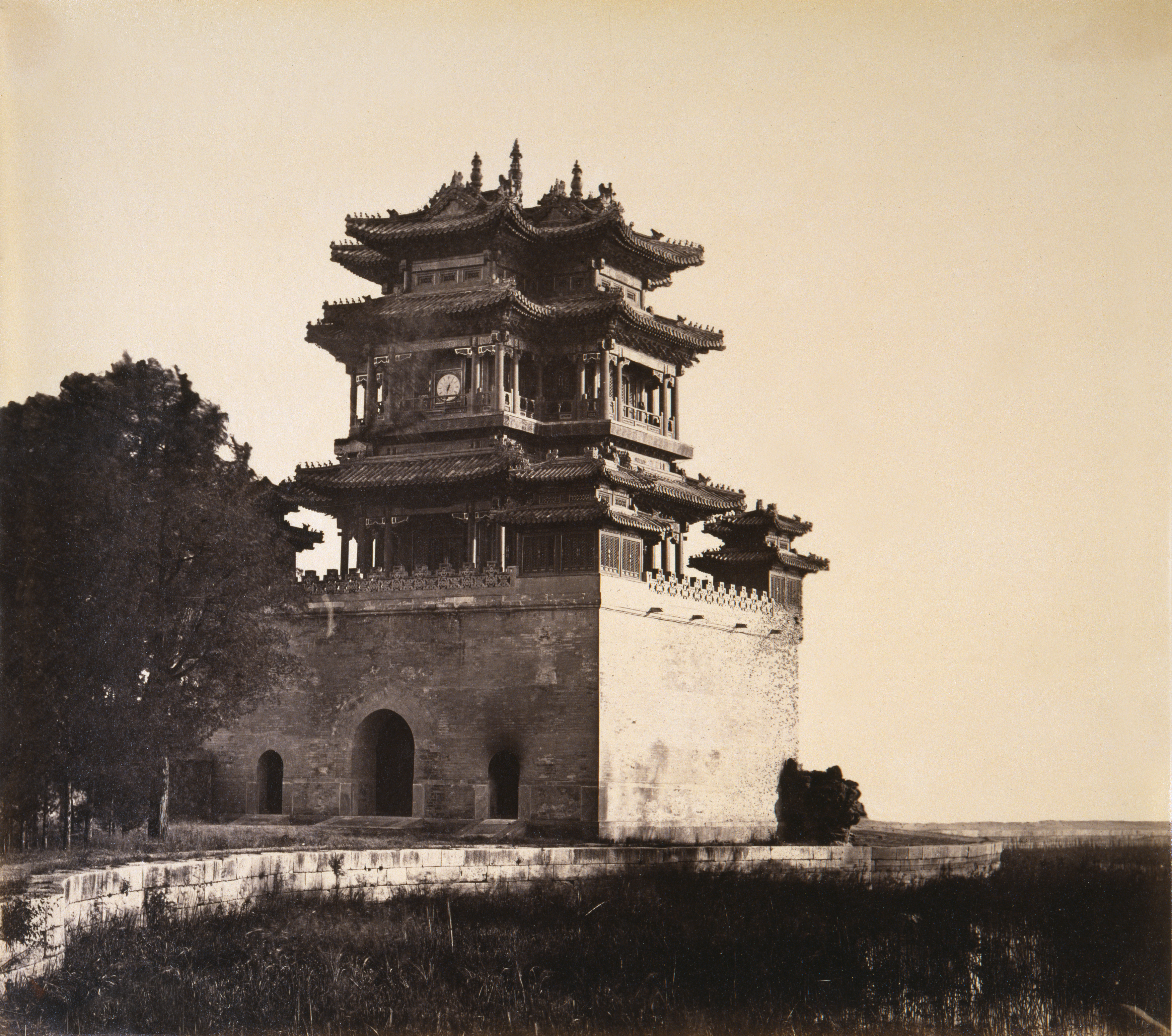
清漪园文昌阁(1860年攝)

1. 北方皇家園林：如北京的颐和园：其特点是：在立意上，凌驾于世，体现皇家气派、富贵；在规划布局上：面积极大，中轴线明确，对景线运用较多园林与住宅完全独立；建筑装饰上：建筑量较少，布局验证，造型封闭，装饰华丽；池水运用较少，或依山傍水，依靠自然地形，混用技法，多模仿江南。体现一种“苍、森、穆”的境界。
2. 江南园林：如建於15世紀初的蘇州拙政園，網師園等苏州古典园林：其特点是：在立意上，超然出世；在规划布局上：面积较大，主辅对比，建筑陪衬，园景、园宅相对独立，空间多变；建筑装饰上：建筑量较少，布局灵活自由，造型轻盈飘逸，装饰淡雅；水面大，曲折有致，多天然水景；体现一种“润、幽、雅”的境界。
3. 岭南园林：如广东的清晖园、可园等：其特点是：在立意上，务实入世，经世致用；在规划布局上：以建筑围合庭院，园宅相融合；建筑装饰上：建筑量较多，连房博厦，体量偏大，装饰丰富多彩；水池较小，多规整几何形态，石砌池岸。由于气候特点，体现一种“湿、荫、丰”的境界。
4. 巴蜀园林：如成都罨画池、升庵桂湖、杜甫草堂等，以“雅朴、恬淡、疏朗、自然”为主要特点，规模较私家园林大而比皇家园林小，同时很多兼有纪念巴蜀地区历史名人的立意。

## 古典园林设计
中国园林的魅力并不在于一眼望尽，而是通过精心布局，引导游客在步移景换间慢慢领略其深邃之美。中国古典园林的设计巧妙地呈现出一系列构图精妙、层次分明的景观——池塘清波荡漾，奇石错落有致，竹林幽深静谧，繁花四季竞放，远处的山峰或宝塔更添画境。16 世纪中国著名园林学家兼哲学家计成曾告诫造园者：“将庸常与平凡掩于视线之外，使卓越与辉煌尽收眼底。”这一理念，使得中国园林在曲径通幽间，展现出无尽的意境与诗意。
一些早期游览中国皇家园林的西方游客曾认为，这些园林显得杂乱无章，风格各异的建筑交错林立，似乎缺乏明确的秩序。然而，曾长期生活在中国并担任乾隆皇帝宫廷画家的耶稣会牧师让-德尼·阿提雷（Jean Denis Attiret）却有着不同的见解。他敏锐地察觉到，中国园林蕴含着一种独特的“美丽的混乱”，一种刻意的反对称之美。他写道：“人们欣赏这种不规则的艺术，一切都经过精心布置，极富品味。景致的安排井然有序，但绝不会让人一览无遗，而是需要步步游赏，慢慢品味，方能领略其深邃之美。”
中国古典园林的规模千差万别，各具特色。以苏州最大的园林——拙政园为例，其占地略超过十公顷，其中五分之一的面积被池塘覆盖，水面波光潋滟，为园林增添灵动之美。然而，园林之妙不在于规模的大小，而在于布局的精巧。明代造园家计成曾为金陵司库吴有余修建了一座花园，面积不足一公顷，从入口步行至最后一个观景点，仅需四百步，但吴有余却感叹：“苏州所有的奇迹都浓缩于此。”
古典园林往往四周围以白色粉墙，使花草树木在纯净的背景映衬下更显雅致。水池通常位于园林中心，池畔点缀着形态各异的建筑。在计成所描述的园林中，建筑占据了三分之二的面积，而园林本身则分布于剩下的三分之一。文人园林的核心往往是一座书房或藏书楼，与周围的亭台廊阁相连，既是赏景之地，也承担着诗书研习的功能。这些建筑不仅提供了游览的动线，还巧妙地将园林划分为层层递进的独立景区，使步移景异的体验更为丰富。
文人园林的另一大特色在于植物、树木与岩石的精妙组合，三者相辅相成，营造出宛若天然的艺术景观。此外，园林造景常运用“借景”之法，将远处的山峰、古塔、流水等外部景致纳入园中，模糊了园内外的界限，使整个空间更显深远，意境悠长。

### 建筑学
中国园林中点缀着形态各异的建筑，包括厅堂、亭台、寺庙、画廊、桥梁、亭子和塔楼，这些建筑不仅占据了相当大的空间，更承担着引导游览、 框架景观的作用。以苏州拙政园为例，其内共有四十八座建筑，其中包括一座住宅、几座用于家庭聚会和宴客的大厅、十八座专为观赏不同景致而设的亭子，以及各种塔楼、画廊和桥梁。这些建筑相互交错，精巧布局，使游客得以从不同的视角欣赏园林的千变万化之美。
然而，园林建筑的存在并非为了喧宾夺主，而是与自然景观和谐共生。建筑以其错落有致的布局，将山水、花木、池石巧妙串联，形成步移景异、移步换景的独特体验，使整个园林宛如一幅流动的画卷，既富有层次，又充满诗意。
古典园林在布局上遵循特定的结构，通常包含以下几类建筑：

###### 建筑学----主体性建筑
这些建筑通常空间较大，具有礼仪性或生活性功能，是园林的核心结构。
- 厅堂即“房间”：这是用于家庭庆祝或仪式的重要建筑，通常位于入口大门附近，并设有内部庭院，既便于迎宾，也营造出庄重雅致的氛围。[32]
- 大厅即“大房间”：此建筑主要用于接待宾客、举办宴会或庆祝新年、元宵节等传统节日。其周围通常设有宽敞的阳台，以提供阴凉和通风，使宾客在欣赏园林美景的同时，也能享受舒适惬意的环境。[33]

###### 建筑学----观赏性建筑
这些建筑主要用于观景、营造意境，是园林中最富诗意的空间。
- 花亭又称“花房”：这一建筑多设于住宅附近，周围庭院种满繁花与绿植，后院还点缀着一方精巧的石园，营造出四季皆有景的雅趣。
- 四面亭又称“四门房”：这类建筑采用折叠式或可移动的墙壁设计，使得视野通透，能够从多个角度欣赏园林全景，形成步步皆景、景随人动的独特观赏体验。[35]
- 荷花亭又称“荷花室”：此亭建于荷花池畔，专为观赏夏日荷花盛开、闻香品景而设，清风徐来，荷香四溢，令人心旷神怡。[36]
- 鸳鸯亭：这一建筑因其巧妙的功能分区而得名，分为南北两部分。北侧面向荷塘，空气清凉宜人，适宜夏季避暑；南侧庭院则栽种松树与梅花，松柏常青，梅花冬日绽放，寓意着春天的到来，使得园林在寒冬亦别具生机与诗意。[37]

这些建筑不仅丰富了园林的层次与空间，也体现了中国古典园林对人与自然和谐共生的追求。除了这些较大的厅堂和亭台，园林中还点缀着众多精巧雅致的小亭（亦称“亭”），这些亭子不仅用于遮阳避雨、静思小憩，更是观景、吟诗、乘风纳凉的理想之地。
亭子的选址极具匠心，或建于最适合迎接晨曦之处，感受旭日东升的温暖；或设于能欣赏皎洁月光洒落水面的角落，静听夜色低语；或落于秋叶斑斓的林间，伴随落叶飘零的诗意；或置于可聆听雨打芭蕉的幽深一隅，让滴答雨声成为天然的琴韵；又或坐落于风穿竹林的山岗，使清风拂面、竹涛阵阵，带来大自然的回响。
这些亭子有的依附于建筑墙体，成为建筑群的一部分，有的则独立矗立于园林的关键景观点，如池塘边、水榭旁、假山之巅。其设计多为三面开放，使四周美景尽收眼底，既增强了空间的通透感，也让亭中之人得以随心所欲地观赏不同角度的风景，沉浸于天地之间的诗意之境。
在中国园林中，亭子的命名不仅承载着诗意之美，更精准地表达了它们所提供的景观或意境，使游客在驻足时便能领略其中深意。例如：
- 拜峰亭（留园）——取意“拜谒群峰”，或为远眺山峦之地，令人心生敬仰之情。[39]
- 远香堂（拙政园）——暗示可远望幽香浮动之景，或荷花馥郁，清香袭人。[40]
- 见山楼（拙政园）——楼阁高耸，凭栏远眺，可尽览山水之胜。[41]
- 月到风来亭（网师园）——夜晚微风轻拂，明月洒下清辉，别有一番幽静之美。[42]
- 荷风亭（拙政园）——坐落荷塘之畔，夏日微风拂过，荷香四溢，清新宜人。[43]
- 听雨轩（拙政园）——静坐其中，聆听雨点敲打芭蕉、滴落湖面的天籁之音。[44]
- 松风水阁（拙政园）——兼具艺术与自然之趣，既可观松听风，又能欣赏书画之雅。[45]
- 还读我书斋（留园）——寓意学成归来、隐居研读之理想之所，满含文人情怀。[46]
- 山水间亭（夫妻退思园）——诗意地点明其特色，亭立山水之间，融入自然画卷。[47]
- 倚玉轩（拙政园）——或指依偎美玉般的湖石或水面，流露温润秀雅之意。[48]
- 菰雨生凉轩（退思园）——小雨微凉，清风徐来，使人顿生清爽之感。[49]
- 坐春望月楼（退思园）——登楼望月，象征长久春意，寄托对美好时光的留恋。[50]

这些亭台楼阁的命名，既是园林造景匠心的体现，也赋予了游览者丰富的想象与沉浸式的体验，使每一座亭台都成为诗情画意的缩影。

###### 建筑学----高层建筑
园林中常可见到两层的塔楼，称为“楼”或“阁”，通常建于园林边缘。其下层多以石材砌筑，坚实稳重；上层则粉刷成洁白色，形成鲜明对比。上层高度约为下层的三分之二，不仅比例协调，也更显轻盈雅致。从塔楼之上，游客可以俯瞰园中局部景致，或远眺远山水光，拓展了观赏的空间与层次。此类建筑起到观景与结构收束的作用，且位于园林边缘。

###### 建筑学----连接与过渡性建筑
廊道是连接园中各处建筑的狭长有顶走廊，不仅为游人遮风挡雨，更巧妙地将园林划分为若干相互独立而又连贯的区域。这些廊道多为曲折蜿蜒之形，沿着院墙、池岸或假山走势延展，富于变化与韵律。廊壁设有形状各异的小窗，有的为圆形，有的呈奇特几何图案，使行人可以在穿行中偶然窥见园中风景，增添了移步换景的趣味。
门窗是中国园林建筑中的重要艺术元素，兼具实用性与装饰性。它们的造型多种多样，包括圆形的“月亮窗”或“月门”、椭圆形、六角形、八角形，甚至有花瓶或水果等象征吉祥的形状。有些还装饰有精美的陶瓷框架，具有浓厚的艺术气息。门窗往往被巧妙地布置，使其框出松枝、梅花、池水等精致的园林画面，营造出如画中游的意境。
此外，一些园林还在池塘中精心建造了船形石亭，别具画意，称为“安榭”“坊”或“石坊”。这类石亭通常由三部分构成：前方为带翼山墙的亭子，开敞通透，供人临水观景；中段为相对私密的厅堂，适合静坐品茗、谈诗论画；后部则为两层小楼，可登高远望，尽览池塘风光。整座建筑仿若停泊在水面上的画舫，既与水景相融，又增强了园林的灵动与诗意。
这些建筑在园林中起组织、串联、过渡空间的作用。

###### 建筑学----交通与水景结构
桥梁是园林中的又一重要特征，形式多为曲折或拱形，仿效乡村古桥的自然风貌，与周围景致相得益彰。曲折的“九曲桥”最具代表性，不仅增加了游览路径的趣味，也提供了观赏水景的多个角度。桥体常用粗糙木材或石板建成，自然朴素；也有些园林设有色彩鲜艳、漆面亮丽的桥梁，为园中增添几分活泼明快的气息。此建筑提供行走通道，强调与水体的关系，增强游园趣味。

###### 建筑学----隐逸与功能性空间
庭院是中国园林中常见的一种小型封闭空间，环境幽静，适合静心冥想、作画、品茗或抚琴。它既可作为生活起居的延伸，也承载着精神修养与审美体验的功能，是园林中最富私密性与内在意境的空间之一。
并且，园林中还常设置一些供人独处与冥想的简朴小屋，或仿照乡间渔舍，质朴淡雅；或作为独立的书房或工作室，成为文人寄情山水、修身养性的理想场所。它们隐藏于山石花木之间，仿若与自然融为一体，营造出恬淡闲适的生活意境。
由此可知，中国古典园林中的建筑不仅种类繁多、功能各异，更在布局与造景中发挥着关键作用。从主体性的厅堂楼阁，到观赏性的亭台廊桥，再到隐逸性的小屋庭院，每一类建筑都与自然环境巧妙融合，既满足实用需求，又营造诗意氛围，体现了“建筑与自然和谐共生”的造园理念，是传统审美与空间艺术的高度统一。

###### 建筑学----人造假山和岩石

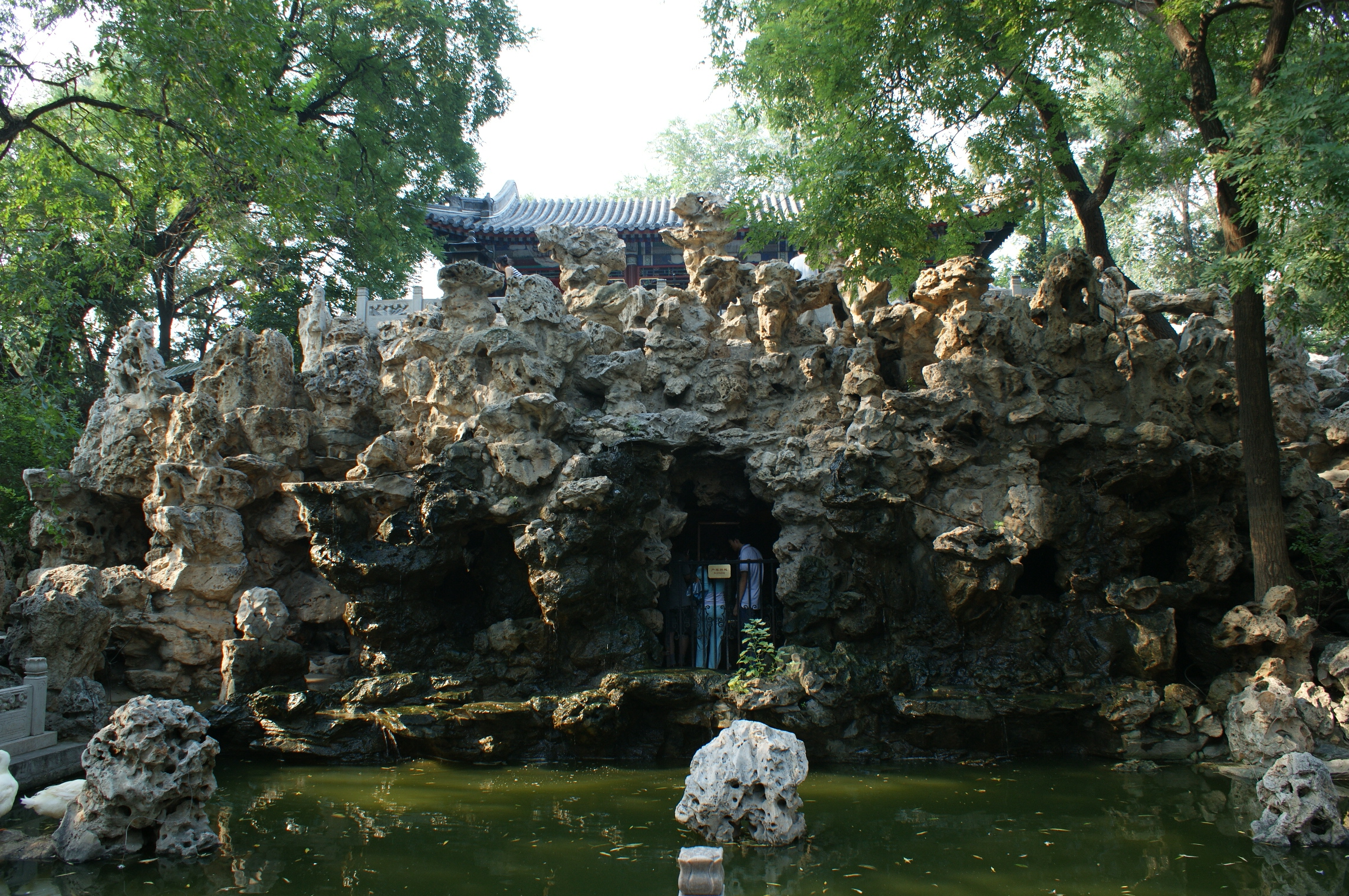
北京恭王府的岩石花园，配有石窟

假山或叠石是中国古典园林中不可或缺的组成部分。山峰在儒家思想和《易经》中象征着德行、稳重与坚韧不拔。岛上的山峰也常作为“蓬莱仙岛”传说的核心意象，因此成为许多古典园林的重要元素。
中国园林史上最早出现的假山是西汉时期（公元前206年－公元9年）建造的“菟苑”。到了唐代，石头被提升为艺术品，其审美标准包括形状（形）、质地（质）、颜色（色）、纹理（纹），以及柔润度、通透性等因素。诗人白居易（772－846年）曾撰写《太湖石记》，记录太湖的名石。太湖石因石灰岩受水蚀形成奇特造型，成为园林中最受珍视的石材。
宋代时，假山多以黄土堆叠而成。然而，宋徽宗（1100－1125年在位）为了将巨石运至御花园，不惜拆毁大运河的桥梁，几乎导致国库空虚。到了明代，叠石造山和营造石洞的技艺发展至高峰。而清代人认为明代的假山过于雕琢矫饰，转而将石与土结合，追求更自然的山体效果。
如今的中国园林中，假山山顶通常设有小型的观景亭。在较小的古典园林里，一块独特的供石常象征一座山，一排石头则象征一列山脉。

###### 建筑学----水

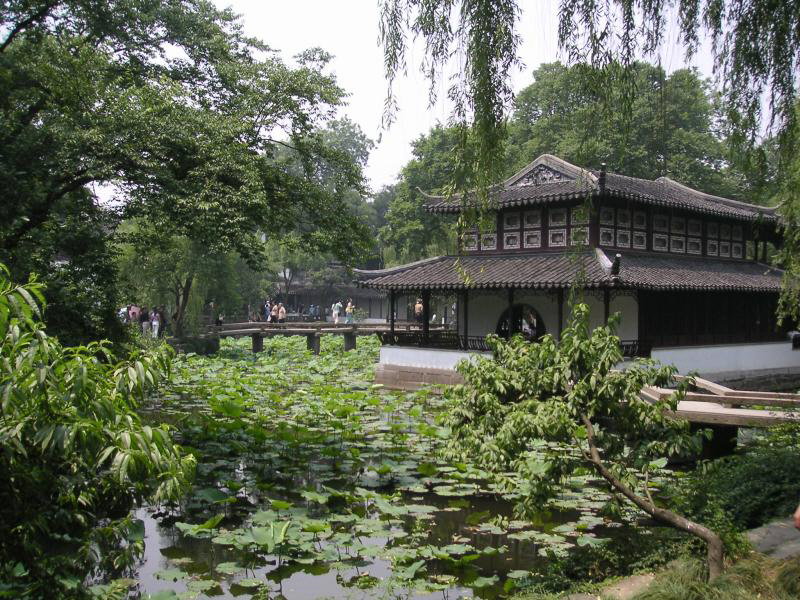
池塘或湖泊是中国园林的核心元素。 这里是拙政园的池塘。

池塘或湖泊是中国园林的核心所在。主要的建筑往往依水而建，亭台楼阁环绕其周，供人从不同角度观赏水面风光。园中常设荷塘，并配有专门的赏荷亭；水中多养锦鲤，水榭临波，为观鱼之所。
水在园林中不仅是造景元素，更蕴含丰富象征意义。《易经》中，水象征轻盈与交流，流经山川原野，滋养万物；它与山相对成趣，一柔一刚，共同构成园林的精魂。水象征梦想与无尽的空间，园池的形状常巧妙地掩盖其边界，使观者误以为水面延绵不绝。水的柔美与石的坚固形成对比，水中映出天空，日光与风影交错，景色时时变幻，微风拂过，便可抹去天光云影，如梦似幻。

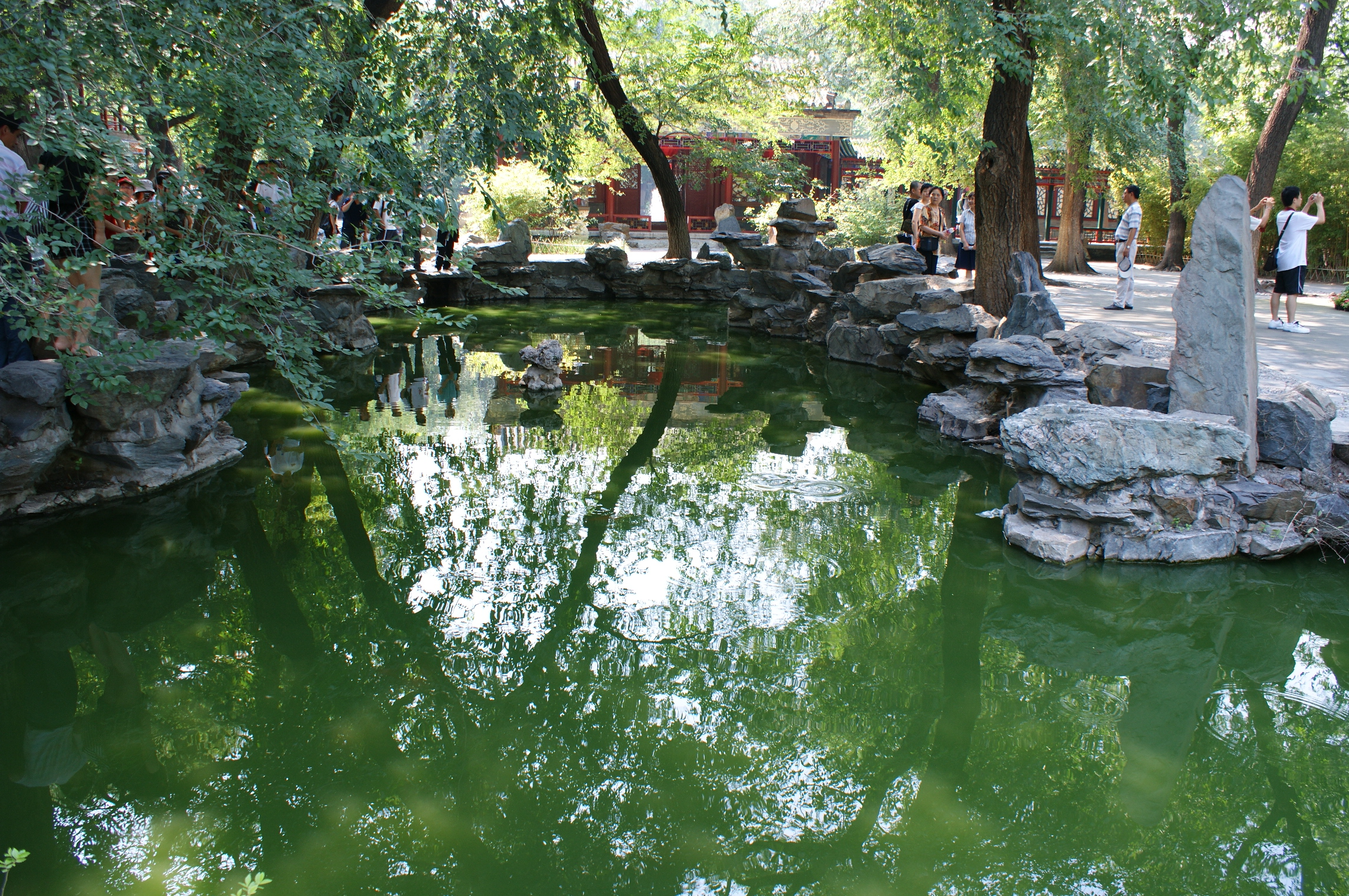
北京恭王府池塘

中国园林中的湖泊与水榭，亦深受《世说新语》的影响。南朝刘义庆在书中描写晋简文帝沿浩水、濮水缓步游赏，于华林园中流连的情景，成为后世园林设计的灵感源泉。江南私家园林与北方帝王御苑中，常可见取材自此典籍的景点名称与造景手法。
小型园林通常仅设一池，池边叠石、种植、构筑错落有致；中型园林则在主湖之外引入一两条小溪，或将长形水面以曲桥相隔，分为两段；而在如拙政园般的大型园林中，湖泊成为主景，水中点缀象征仙山的岛屿，小溪蜿蜒注入，丰富景观层次。园中亭台楼阁林立，有石舫、水阁、廊桥、临水亭榭等，各具风韵，移步换景，水色常新。

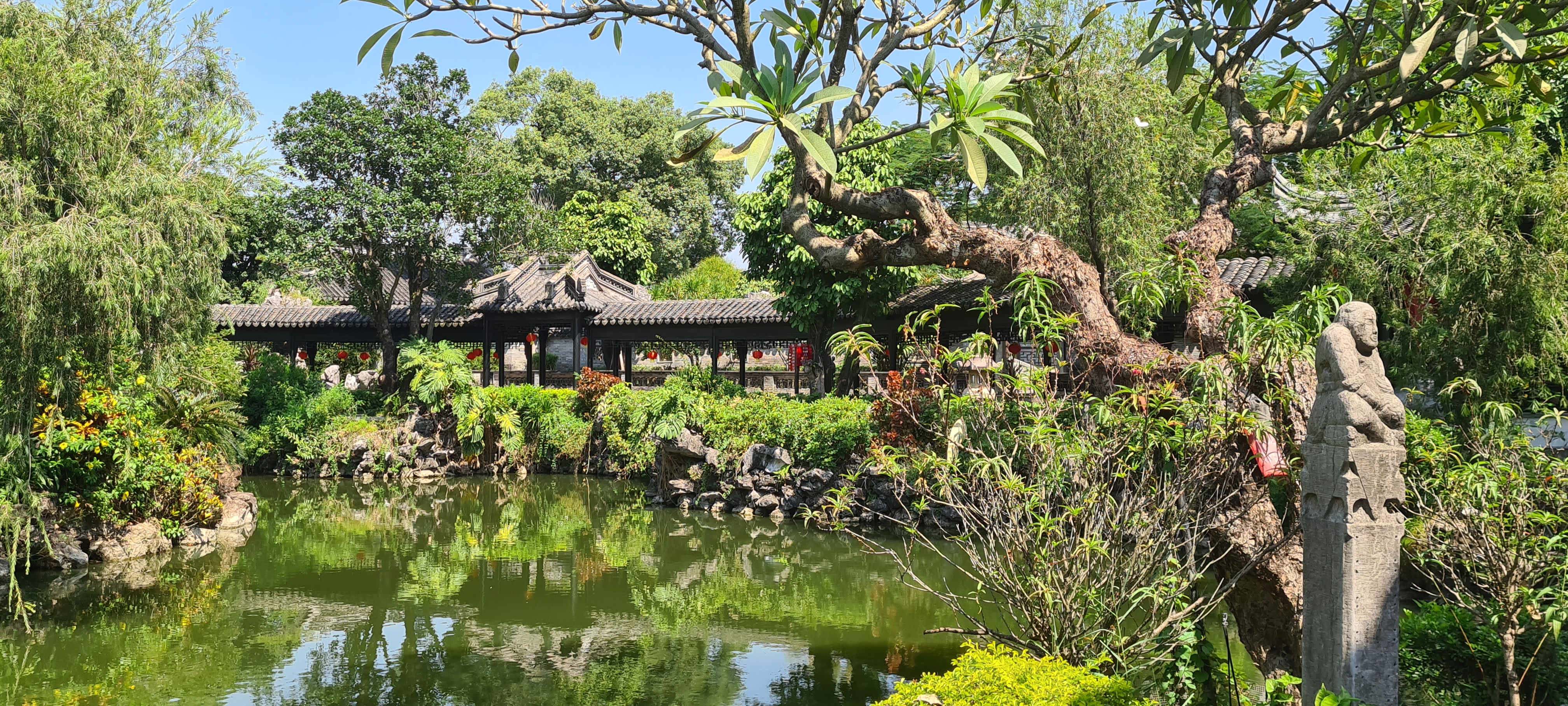
中山詹园水景

园中溪流皆循曲折之道，或隐于岩石间，或藏于草木后，使水不露全貌，富于意趣。清代乾隆年间在华任职的法国耶稣会画师南怀仁（Jean Denis Attiret）曾如此描绘一处园林：
“那里的水渠不同于我们国家用规整石块砌成的渠道，而是极具天然之趣，岸边以大大小小的石头错落堆砌，有的探出，有的内凹，布局自然，仿佛天工所成。”

## 在艺术和文学方面

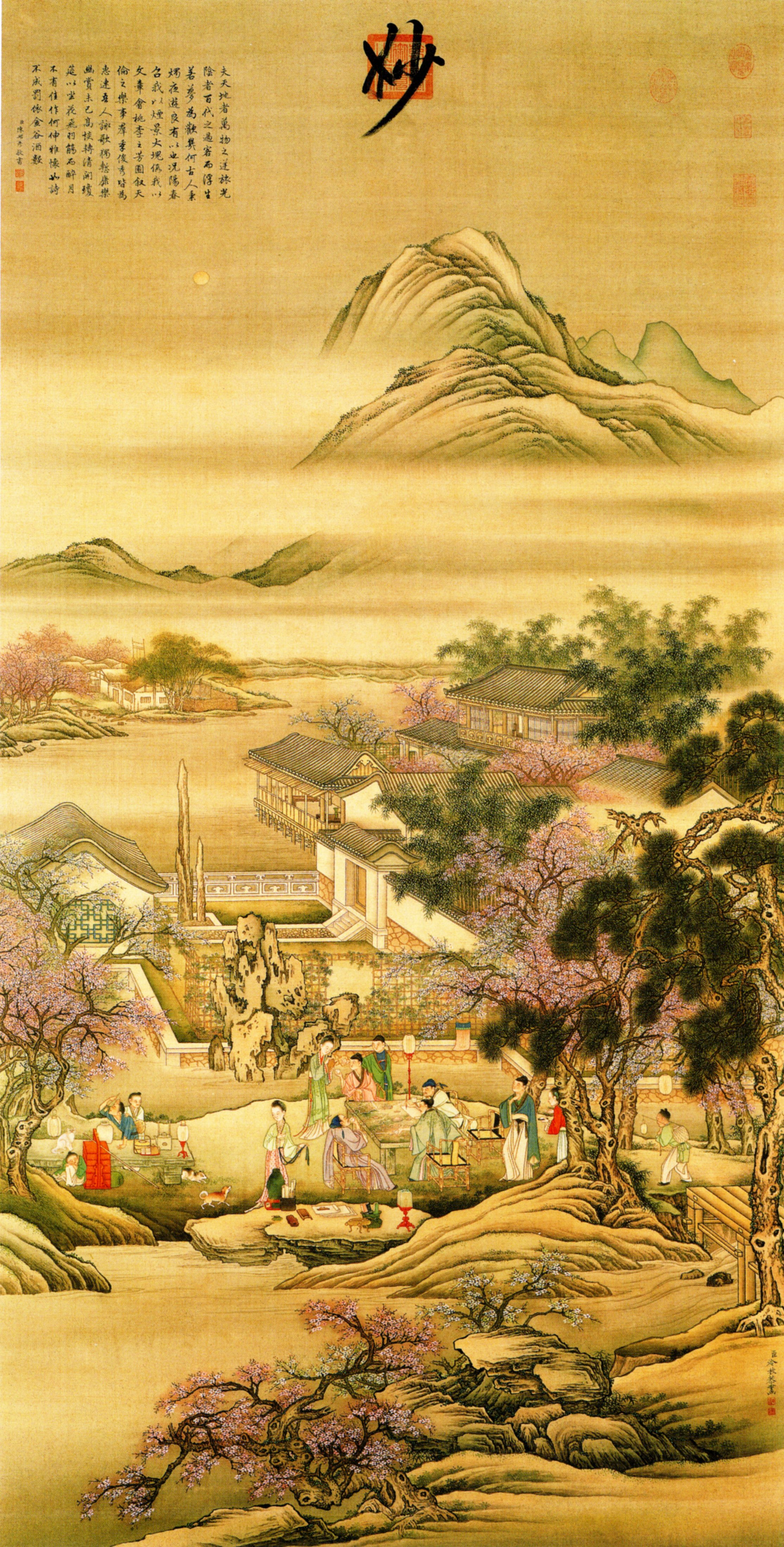
《春夜宴桃李园图》描绘了李白的一首著名园林诗。

园林在中国艺术与文学中占据重要地位，而艺术与文学反过来也深深影响了园林的营造。中国自五世纪兴起的“山水画”流派，确立了中国山水画的基本法则，其美学理念与园林设计高度契合。这类画作并不追求写实，而是寄托画家胸中之情，意在传达感受，而非复制眼前之景。
清代画家石涛（1641–1720）曾言，他希望“画出一片不被俗气玷污的天地”，他追求的，是一种令人心神摇曳的意境：“表现一个人无法抵达的宇宙世界，那里没有路径可循，仿若渤海之中蓬莱、方壶、瀛洲，唯有仙人可居，人世难以想象。那正是自然宇宙中令人眩目的奥秘。要在画中再现这样的感觉，需描绘嶙峋山峰、断崖绝壁、悬桥深渊。真正神奇的效果，必须完全依靠笔力来达成。”这正是园林造景中假山、奇石所要营造的意境与情感。
明代造园家计成在《园冶》中亦云：“山林之趣，须潜心体会……惟有真知自然，方可写其仿真之态，使人工之作得自然之神，既因灵感所致，更赖匠心独运。”在描写秋景园林时，他写道：“情与清和，心与寂契。神游山谷之间，尘念尽消。忽然神思飞扬，脱离尘世万象，似已步入画卷之中，于其中徜徉不已……”
这种将情感、笔墨与自然山水相融的审美追求，正是中国园林最动人之处。它不仅是造景之技，更是心灵之诗。
在中国文学中，园林常是“田园诗”这一诗歌体裁的重要题材。“田园”意即“田野与园圃”，其创作在盛唐时期（618–907）达到高峰，代表诗人如王维（701–761）便是其中翘楚。苏州的“沧浪亭”与“怡园”中的“涵虚堂”，其园名皆取自古诗之句，体现了诗意与景致的深度融合。
园中亭台楼阁与观景之处，往往题刻诗句于石上或匾额之上，以诗衬景，以景载诗。如网师园中专供赏月的“风来月到亭”，匾上题有韩愈诗句：
“晚色将秋至,长风送月来。”
而网师园内的“露华厅”，则镌刻李白的诗句：
“云想衣裳花想容，春风拂槛露华浓。”
诗情画意，就此化为可游可居的园林意境。
王维既是诗人、画家，亦为佛门中人，早年曾任朝廷官职，晚年隐居蓝田，自筑“辋川别业”，开中国文人园林之先河。他以诗入园，以画写意，在园中布局二十景，如同铺展的画卷，步移景换，皆有诗句相配。其中一景题诗云：
“荆溪白石出，天寒红叶稀。山路元无雨，空翠湿人衣。”
辋川园虽早已湮没无存，然其意境却因诗与画而传世不朽，启发了后世无数文人园林的设计与构想。
园林在中国文化中的社会与精神意义，也可从曹雪芹的《红楼梦》中窥见一斑。书中几乎全篇皆以园为舞台——贾府的荣枯、人物的悲欢，尽在一方园林间徐徐展开，映照出传统园林作为生活、情感与理想载体的独特地位。

## 哲学
中国古典园林有着多重功能。它既可用于宴饮、庆典、亲友聚会或幽会之所，又是独处冥思、寄情山水的清静天地。园林之中，适宜作画、吟诗、书法、抚琴，也可潜心研读典籍。人在园中，或清啜香茗，或浅酌微醺，寄情风月，尽显主人的修养与审美。更深一层，它亦承载着哲理之思。
道家思想对中国古典园林影响深远。自汉代（公元前206年－公元220年）以后，园林常为失意官员或厌倦权场的士人所建，作为避世之所，寄托对喧嚣尘世的出离与超脱，追求道家“无为而治”“栖居自然”的理想。
对于道家修行者而言，天地万物自有秩序与和谐。通过观照自然、感悟万象之间的统一，人便可参悟生生不息之道，抵达心灵的澄明与觉醒。园林，便是这一修行过程的外化之境，是人与自然和谐共处、天人合一的诗意栖居之地。
中国古典园林的营造，意在唤起人在山水之间漫步的悠然之感，使人仿佛穿行于理想化的自然天地，追忆古人之生活方式，体会人与自然和谐共生的真意。
在道家哲学中，石与水为一阴一阳，彼此对立，却又相辅相成。石虽坚硬，水能穿石。园林中常用太湖风化石，千孔百穴，正是这一哲理的具象写照。
“借景”之法，是明代造园理论中的核心理念之一。通过引山纳水、借邻为景，使园中天地广阔，意境深远。
园中曲折小径、回廊曲桥，步移景异，不仅是空间的巧妙布局，也寓意深远。它体现了中国古语“曲径通幽”，意在说明只有经过迂回曲折，方能抵达内心深处的幽境。
景观史学家、建筑师邱楚懿曾言，每一座园林都是“对桃源的追寻，是对失落世界的回望，对理想天地的探索。文人园林承载着这一梦想——一方面追寻神仙居所的仙境，另一方面追忆心中黄金时代的世界。”
中国风景园林学会理事长、两院院士周干峙于2007年亦曾指出：“中国古典园林是自然与人为的完美融合。它既是对自然的摹仿，更是对自然之美的深刻表现；它也可以被视为对自然的升华，是人类艺术智慧的光辉投射。”

## 衍生庭院
- 日本庭園
- 朝鮮園林
- 越南園林
- 琉球庭園

### 引用
1. ↑  《與貝聿銘對話》，Gero von Boehm，聯經出版，2003
2. ↑  《中国园林》：5-6頁
3. ↑  《中国古典园林史》：19-22页
4. ↑  《中国古典园林史》
5. ↑  《中国园林》：7頁
6. ↑  《周礼·地官·囿人》郑玄注:“囿游，囿之离宫，小苑观处也。养兽，以宴乐视之。”
7. ↑  《中国古典园林史》：40-41页
8. ↑  刘向. 新序·刺奢[M]. 武汉: 湖北人民出版社, 1996.
9. ↑  《说文解字》段玉裁：“按台不必有屋。李巡注《尔雅》曰‘台上有屋谓之谢’，然则无屋者谓之台，筑高而已。”
10. ↑  《中国古典园林史》：42-43页
11. ↑  《中国古典园林史》：54-62页
12. ↑  《诗经》：“山有扶苏，隰有荷华。”“瞻彼淇奥，绿竹猗猗。”“东门之杨，其叶牂牂。”“有杕之杜，其叶菁菁。”“其桐其椅，其实离离。”“折柳樊圃，狂夫瞿瞿。”“桃之夭夭，灼灼其华。”“何彼秾矣，华如桃李。”
13. ↑  《中国古典园林史》：44页
14. ↑  《中国古典园林史》：63-68页
15. ↑  多个文献说法：方三百里、三百四十里；周墙四百余里；周袤三百里。汉代一里相当于0.414公里，至少有120公里。
16. ↑  《中国古典园林史》：69-94页
17. ↑  曹植《送应氏诗》
18. ↑  《中国古典园林史》：97-101页
19. ↑  《中国古典园林史》：102-111页
20. ↑  《中国古典园林史》：123-124页
21. ↑  . jssdfz.jiangsu.gov.cn.   [2025-04-05].
22. ↑   (PDF). 故宫博物院.
23. ↑  杜赫德. . : 第六卷. ISBN 7534738237.
24. ↑  . www.sohu.com.   [2025-04-05].
25. ↑  . www.gdjksj.com.   [2025-04-05].
26. ↑  网易. . www.163.com. 2020-06-03  [2025-04-05].
27. ↑  . lhsr.sh.gov.cn.   [2025-04-05].
28. ↑  . news.sohu.com.   [2025-04-05].
29. ↑  网易. . www.163.com. 2021-03-15  [2025-04-05].
30. ↑  . xinwen.bjd.com.cn.   [2025-04-05].
31. ↑  中国古典园林的艺术特点及其继承与发展https://zlxb.zafu.edu.cn/fileZJNLDXXB/journal/article/zjnldxxb/2001/4/PDF/18-4-15.pdf
32. ↑  . www.sohu.com.   [2025-04-07].
33. ↑  . www.fx361.cc.   [2025-04-07].
34. ↑  . www.csjcs.com.   [2025-04-07].
35. ↑  木结构. . 古建亭子|古建长廊|门楼牌坊|祠堂寺庙|古典木屋. 2015-06-11  [2025-04-07] （中文（简体））.
36. ↑  . 微信公众平台.   [2025-04-07].
37. ↑  . ylj.suzhou.gov.cn.   [2025-04-07].
38. ↑  . ylj.suzhou.gov.cn.   [2025-04-07].
39. ↑  . www.nbgjz.com.   [2025-04-07].
40. ↑  . www.suzhou.gov.cn.   [2025-06-12].
41. ↑  . www.suzhouhui.com.   [2025-06-12].
42. ↑  . www.meet99.com.   [2025-06-12].
43. ↑  . www.meet99.com.   [2025-06-12].
44. ↑  . www.sohu.com.   [2025-06-12].
45. ↑  . www.wjzx.gov.cn.   [2025-06-12].
46. ↑  . www.sohu.com.   [2025-06-12].
47. ↑  . www.sohu.com.   [2025-06-12].
48. ↑  . www.gujianchina.cn.   [2025-06-12].
49. ↑  . news.gmw.cn.   [2025-06-12].
50. ↑  . www.gujianchina.cn.   [2025-06-12].
51. ↑  . www.gujianchina.cn.   [2025-06-12].
52. ↑  . lhsr.sh.gov.cn.   [2025-06-12].
53. ↑  . m.fx361.cc.   [2025-06-12].
54. ↑  . lhsr.sh.gov.cn.   [2025-06-12].
55. ↑  . m.fx361.com.   [2025-06-12].
56. ↑  . lhsr.sh.gov.cn.   [2025-06-12].
57. ↑  . www.sohu.com.   [2025-06-12].
58. ↑  . www.sohu.com.   [2025-06-12].
59. ↑  . www.gujianchina.cn.   [2025-06-12].
60. ↑  . 北京: 清华大学出版社. 2008.
61. ↑  . news.nankai.edu.cn.   [2025-06-12].
62. ↑  . www.sohu.com.   [2025-06-12].
63. ↑  . jssdfz.jiangsu.gov.cn.   [2025-06-12].
64. ↑  . 豆瓣.   [2025-06-12] （中文（中国大陆））.
65. ↑  . culture.people.com.cn.   [2025-06-12].
66. ↑  . ylj.suzhou.gov.cn.   [2025-06-12].
67. ↑  . www.sohu.com.   [2025-06-12].
68. ↑  Che, Bing Chiu. . : 第 14 页-114.
69. ↑  Chen, Gang. . 2011. ISBN 978-0-9843741-9-9.
70. ↑   (PDF). nhuir.nhu.edu.tw.   [2025-06-12]. （原始内容 (PDF)存档于2024-12-04）.
71. ↑  . www.cctv.com.   [2025-06-12].
72. ↑  Jean-Denis Attiret, "Lettre a M. d'Assaut, 1re Novembre 1743. Lettres édifiantes et curieuses écrites des Missions étrangères par quelques missionaires de la Compagne de Jésus," Paris, Fr. Guerin, 1749, volume XXVII, v-1. p. 1–61. Trans, by David Siefkin.
73. ↑  . www.news.cn.   [2025-06-12].
74. ↑  Michel Baridon, Les Jardins, p. 425.
75. ↑  . www.pljjjc.gov.cn.   [2025-06-12].
76. ↑  . www.xinhuanet.com.   [2025-06-12].
77. ↑  . www.gushiwen.cn.   [2025-06-12].
78. ↑  . www.sohu.com.   [2025-06-12].
79. ↑  . www.gujianchina.cn.   [2025-06-12].
80. ↑  . www.landscape.cn.   [2025-06-12] （中文（中国大陆））.
81. ↑  . www.guoxue.com.   [2025-06-12].
82. ↑  张学玲; ${authorVo.authorNameEn}; 闫荣; ${authorVo.authorNameEn}; 赵鸣; ${authorVo.authorNameEn}. . www.ecologica.cn. 2017-03-25  [2025-06-12] （cn）.
83. ↑  李保印; 张启翔. . 北京林业大学学报（社会科学版）. 2006-03-30, 5 (1)  [2025-06-12]. ISSN 1671-6116 （中文）.
84. ↑   (PDF). 汉斯期刊. 2021.
85. ↑  Che Bing Chiu, Jardins de Chine, p. 186. Translated from French by D.R. Siefkin.
86. ↑  . www.cnplan.org.   [2025-06-12].
87. ↑  . www.yuanlinlvhua.cn.   [2025-06-12].

### 书籍
- 周维权，《中国古典园林史》[M]，第三版，北京：清华大学出版社，2008。
- 楼庆西，《中国园林》，五洲传播出版社，2003。
- 田中淡：〈中国园林在日本（页面存档备份，存于）〉。